# 東証Arrows

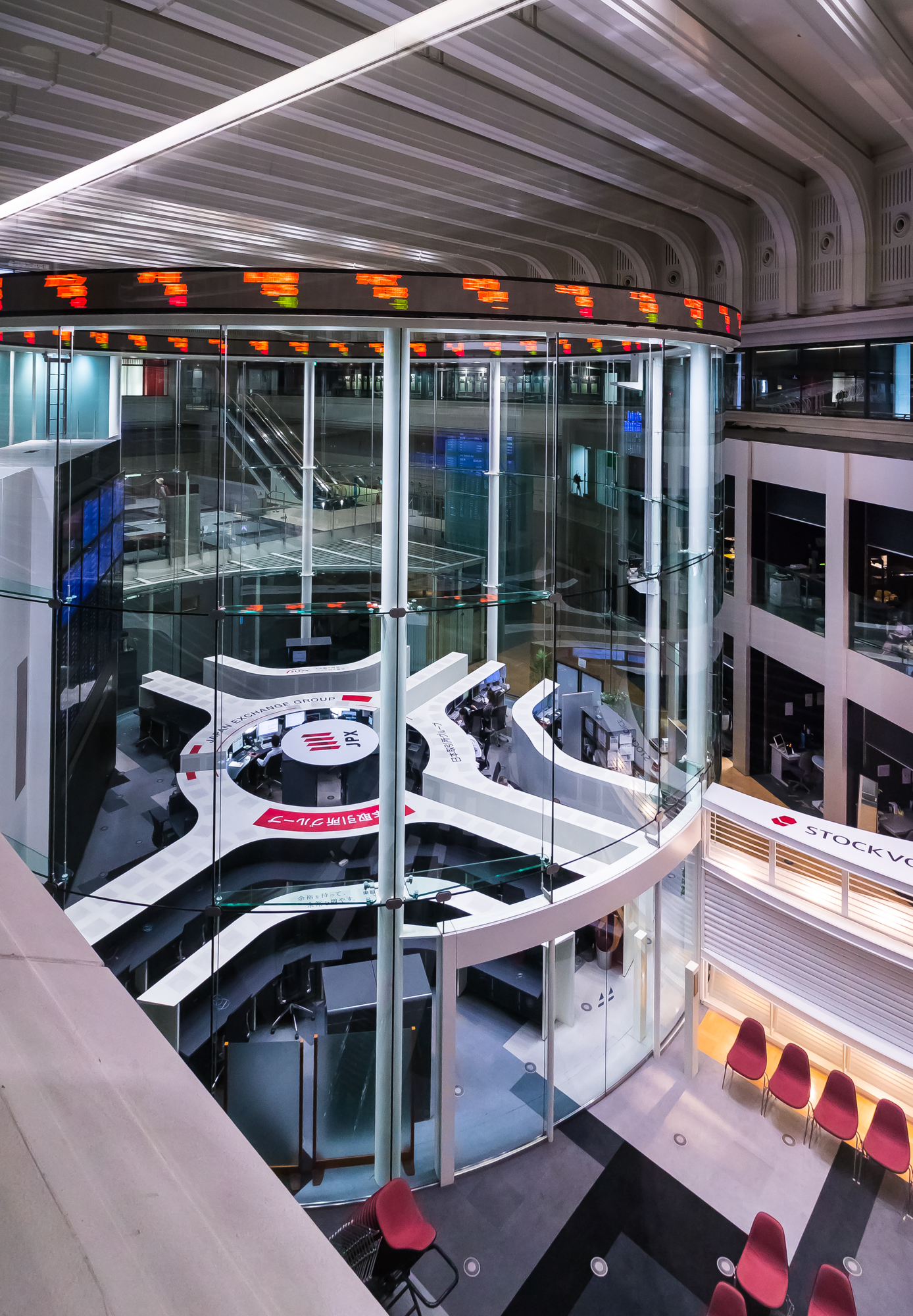
マーケットセンター（東証Arrows内）

東証Arrows（とうしょうアローズ）とは、東京証券取引所内にある情報提供スペース。

## 概要
「東証アローズ」とも表記される。投資家への投資情報の提供と、上場企業の情報開示サポートを目的として、2000年5月9日に開設された。
1999年4月30日に閉鎖された立会場跡地に設けられている。
なお2010年12月にはこの施設をモチーフとした東証のマスコット「あろーずくん」が作成された。
東証アローズ(矢)の意味は、情報が行き交うと言う意味を示している。

## 施設
東証Arrowsは、以下の施設などから構成されている。
- 日々の取引監理を行う「マーケットセンター」
- 放送局のスタジオが置かれる「メディアセンター」
- 株式取引をバーチャル体験出来る「マーケット・エクスペリエンス・コーナー」
- 博物館的施設の「東証プラザ」「証券史料ホール」
- 上場企業の開示資料などが置かれる図書館的施設の「インフォメーション・テラス」

なお、当施設は投資家の他、一般の見学も可能である。

### マーケットセンター
マーケットセンターは、筒状のガラス張りで建築されており、市場の透明・公平性を表している。
マーケットセンター内では、日々行われる株取引を監視しており、内部者取引など「不正の疑いがある取引」を発見した際に調査を行い、仲介した証券会社へと連絡を入れており、年間およそ2,000件ほど調査が行われている。
マーケットセンターの上部で回転している電光掲示板は「チッカー」と呼ばれている。直近の約定した取引が流れており、内周と外周で同じものが流れている。流れる速度は8段階あり、取引の多さで切り替わる。